# 盛京大剧院
盛京大剧院，原名沈阳文化艺术中心，位于中华人民共和国辽宁省沈阳市沈河区五里河地区浑河北岸，总建筑面积约8.5万平方米，由钢结构和玻璃幕墙组成。

## 建筑特色
盛京大剧院总建筑面积约8.5万平方米。建筑共用了上万吨重的钢骨架，玻璃幕墙拥有64个切割面，每个面由400块三角形玻璃板组合，共用了25600块玻璃，其中最大的玻璃面积达1231平方米。里面的主体建筑由1800座的中央剧场、1200座的音乐厅和500座的多功能厅三部分组成。这座“巨钻”建筑于2014年10月1日正式投入使用。